# 대한민국의 자전거 교통
대한민국의 자전거 교통은 대한민국에서의 자전거 교통의 역사와 현재를 정리한 문서이다.

## 개요
도로교통법상 자전거는 차(車)로 분류되기에 자동차 전용도로를 제외한 차도를 자동차와 공유할 수 있다.
자전거 도로는 네 가지로 분류된다. 자전거만 통행할 수 있는 자전거 전용도로와, 자전거·보행자 겸용 도로, 도로 갓길에 구분해 놓은 자전거 전용차로, 자전거와 차가 함께 통행하는 자전거 우선도로 등이다.

## 인프라

### 자전거 전용도로
대한민국의 경우, 차도와 구분하기 위해 자전거 도로는 주로 적색으로 되어 있으나 가로수나 연석으로 이미 구분이 되어 있을 경우 일반적인 도로포장 형식을 취하기도 한다.
현행법상 페달을 밟지 않고도 모터의 힘으로 이동할 수 있는 스로틀형 전기자전거는 개인형 이동장치(PM)로 분류되어 있으므로 자전거도로로의 출입은 금지되어 있다.
한국 중부의 대전광역시~세종특별자치시 간 8차선 도로의 자전거 전용도로는 국내 최초의 중앙 자전거 전용도로이다. 도로 위엔 비나 눈, 햇빛을 가려주면서 하루 6㎿의 전기를 생산하는 태양광 발전 시설이 설치되어 있으며 도로 중간에 신호등이나 횡단보도가 없다. 이 도로는 8.78km 구간의 4차선 도로를 8차선으로 확장하는 사업과 함께 추진되었으며, 2012년 개통되었다. 이 도로에서 빠져나가려면 5곳의 입체교차로를 이용하면 된다.

### 자전거 우선도로
자전거 우선도로는 자전거와 차량이 공유하는 도로로, 25m 간격으로 노면에 자전거 표시가 되어 있다. 원래 이 도로의 자전거 그림 노면 안내 표시는 흰색으로 되었으나, 2020년부터 암적색으로 도색되어 있다.

### 자전거· 보행자 겸용도로
2020년, 서울특별시는 자전거 우선도로의 안내 표시용 페인트 도색을 반영구적인 색깔 블록으로 교체하는 사업을 벌였다.

### 횡단도

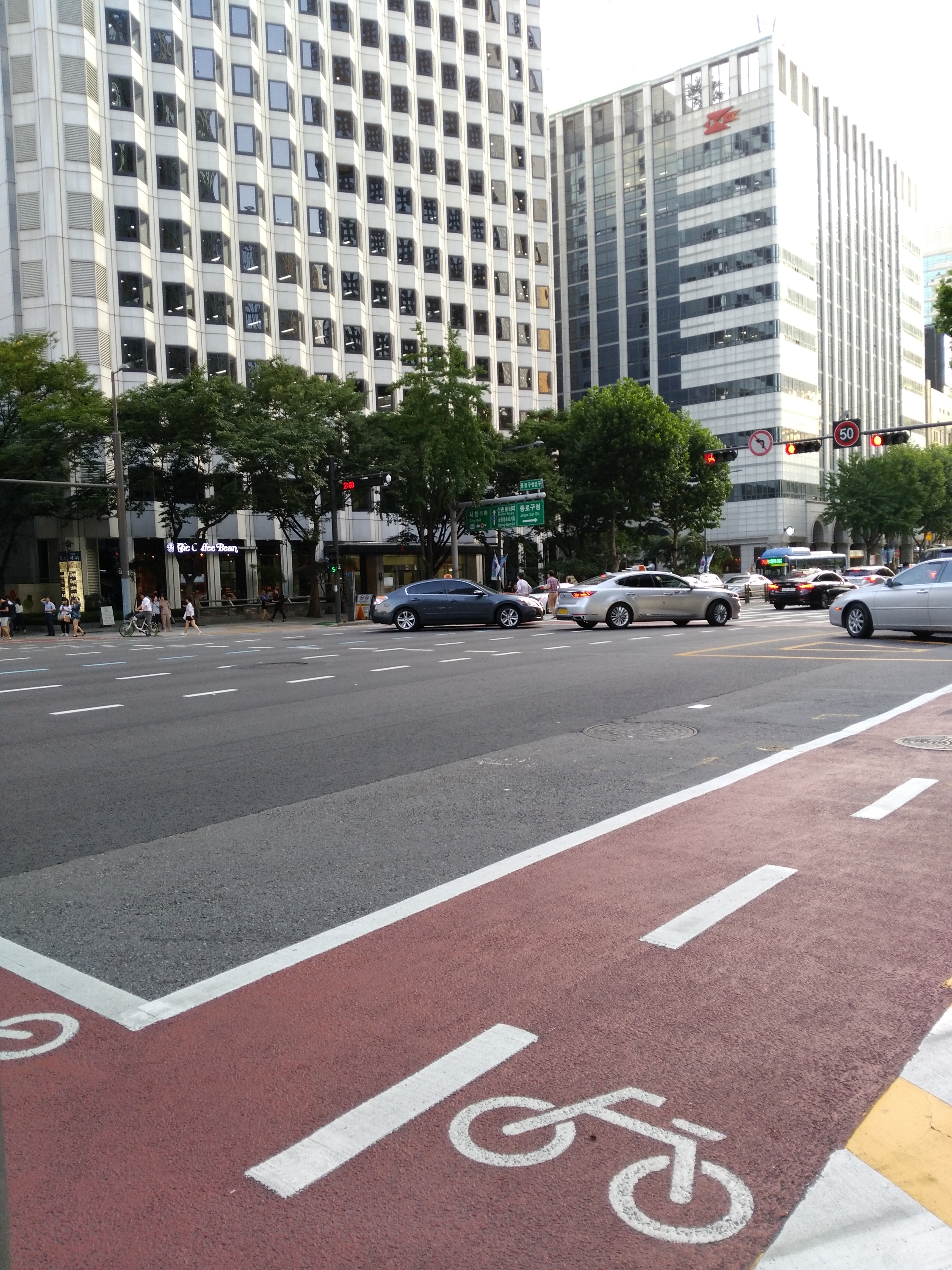
서울 종로구의 횡단보도 옆의 자전거 횡단도

도로교통법상 자전거는 차에 해당하므로, 자전거 운전자가 횡단보도를 이용해 도로를 건널 때에는 자전거에서 내려 끌고 가야 한다. 하지만 횡단보도 옆에 자전거 횡단도가 있는 경우 내리지 않고 횡단도를 이용할 수 있다. 횡단도는 일반적으로 적색 노면에 자전거 표시가 그려져 있는 형태이다.

## 공유자전거
자전거 인구가 약 20만 명으로, 전체 시민 중 약 20%가 자전거를 이용하는 경기도 고양시는 2021년 공유자전거 서비스인 타조(TAZO)를 도입하였다. 별도의 거치대 없이 GPS를 활용해 자전거 위치를 파악하고 스마트폰 애플리케이션으로 이용할 수 있다.

## 지역별

### 대전광역시
대전광역시는 2007년 11월 자전거 도시를 선언하였으며, 자전거 이용활성화를 위해 인프라 구축, 공영자전거 '타슈' 운영, 시민을 위한 자전거 보험 가입 등의 정책을 추진 중이다.

### 서울특별시
2023년 12월 기준, 서울특별시 내 자전거도로는 1,337km이다.

### 경기도
2018년부터 고양시는 전 시민을 대상으로 자전거 이용 보험 가입을 시행하고 있는데, 시에 주민등록을 둔 시민 전부 절차 없이 자동 가입되며 보험료는 시가 전액 부담하고 있다.